# Alternância de gerações

Alternância das gerações.

A alternância de gerações, heteromorfia ou ciclo haplodiplobionte é uma forma de reprodução encontrada em todas as plantas e nos celenterados/cnidários. Nesses organismos ocorre uma reprodução por via assexuada (não ocorre troca de gametas) e uma fase sexuada (ocorre troca de gametas).
Os celenterados sofrem alternância de gerações, mas são haplobiontes diplontes, ou seja sempre diploides e somente os gametas são haploides.
Em botânica chama-se alternância de gerações ao ciclo de vida de muitas plantas e algas que apresentam duas formas multicelulares diferentes para a fase haploide, o gametófito, e para a fase diploide, o esporófito.
Utiliza-se aqui o termo "plantas" no sentido da taxonomia de Lineu, ou seja, incluindo as plantas verdes, os fungos e as algas.
Nos fetos e nas algas vermelhas, estas duas fases correspondem a indivíduos com vida independente, mas noutros grupos, como os musgos e as espermatófitas, uma destas fases pode ser "parasita" da outra.
Ambas as "gerações" produzem esporos como produtos reprodutivos, mas no gametófito, os esporos têm o nome de gâmetas - esporos haploides, que se conjugam para dar origem a um zigoto.
As estruturas onde são produzidos os esporos chamam-se esporângios. Quando os esporos têm tamanhos - e funções - diferentes, os gâmetas normalmente tomam o nome de micrósporo (o mais pequeno, geralmente o masculino) e megásporo (o maior, geralmente imóvel - o óvulo). Por essa razão, os esporângios que produzem micrósporos tomam o nome de microsporângios e os que produzem megásporos são os megasporângios.
Nas espermatófitas, e principalmente nas coníferas, estes esporângios correspondem a folhas especializadas dos cones ou pinhas e tomam os nomes de microsporófilos e megasporófilos.
Nas "plantas" que não apresentam alternância de gerações, o zigoto - o produto da união ou conjugação de dois gâmetas - ou se desenvolve numa planta diploide que, quando adulta, produz novos gâmetas, ou sofre imediatamente meiose, produzindo esporos haploides que dão origem a novas plantas que produzem gâmetas. Ou seja, a planta adulta é sempre um gametófito.
Os fungos adultos são sempre haploides, produzindo esporos também haploides. Quando duas hifas se conjugam, formam um "indivíduo" cujas células possuem dois núcleos, ou seja, a conjugação é apenas plasmática. A certa altura, pode haver cariogamia (conjugação dos núcleos), dando origem a uma estrutura onde, por meiose, se vão produzir novos esporos haploides. O ciclo diplobionte garante o processo evolutivo e garante a ocorrência de mutação genética dos seres em que ocorre.